# Södra Kaukasus järnväg
Ej att förväxlas med Norra Kaukasus järnväg

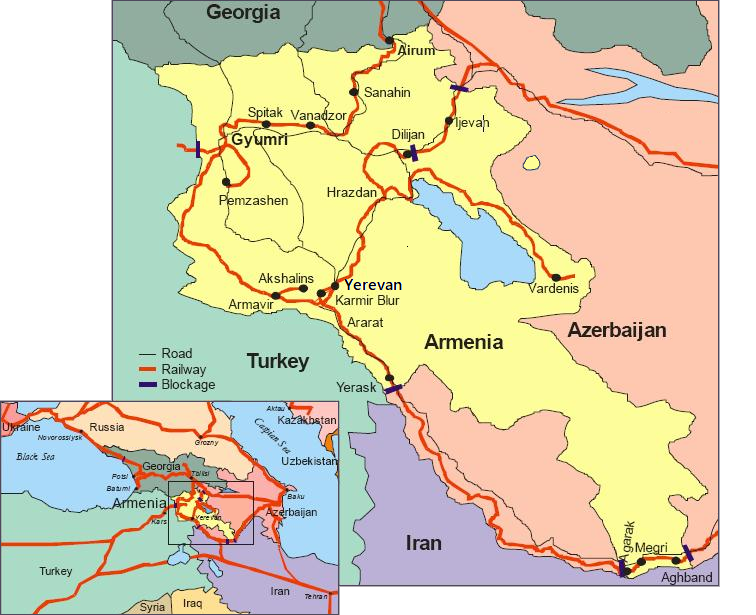
Armeniens järnvägsnät

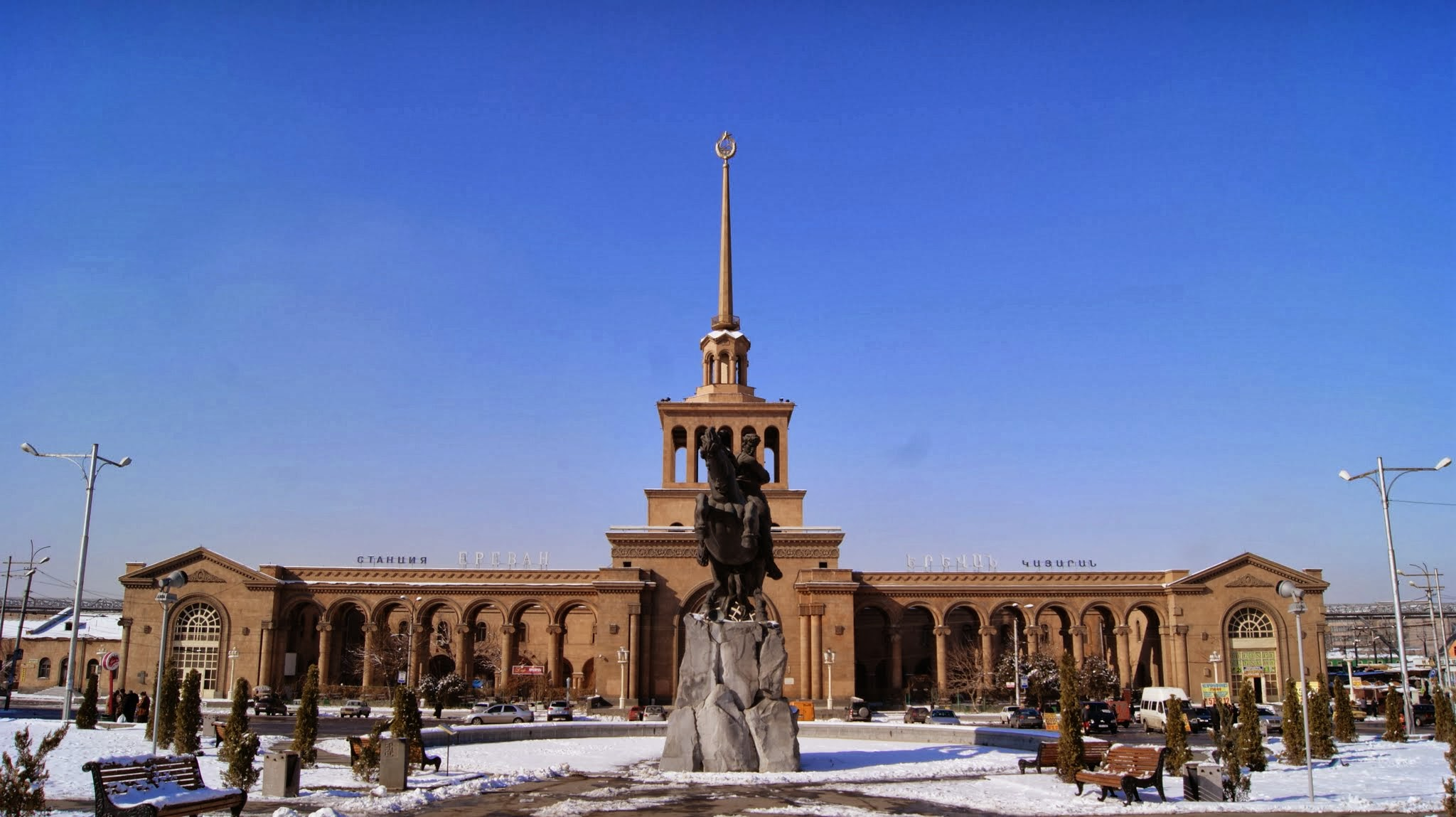
Jerevans järnvägsstation

Tåg Jerevan – Batumi 2012

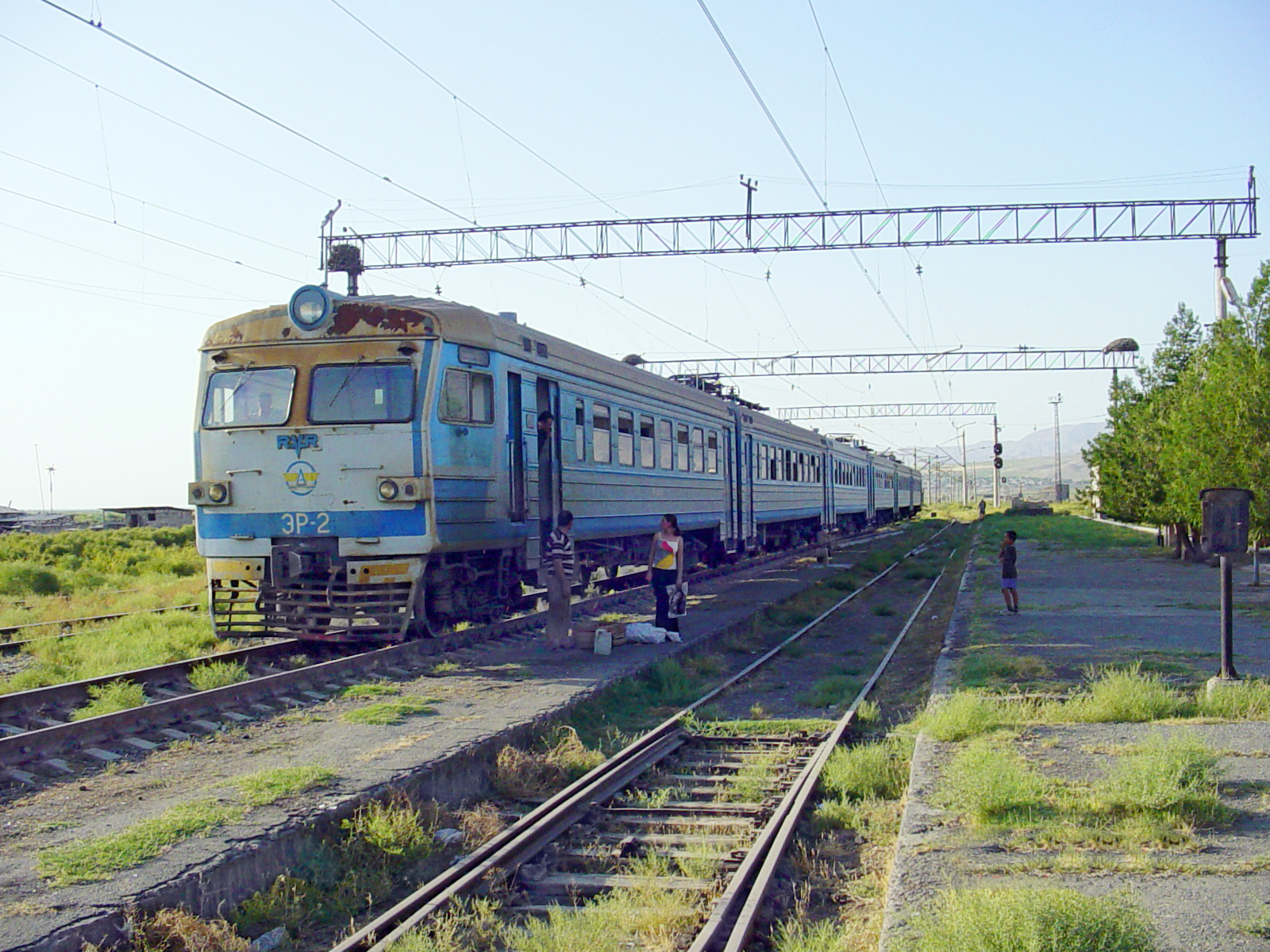
Pendeltåg i Jeraskh, 2003

Södra Kaukasus järnväg (armeniska: Հարավկովկասյան երկաթուղի) är ett ryskägt järnvägstransportföretag i Armenien.  
Det tidigare armeniskt statligt ägda företaget Armeniens järnvägs tillgångar såldes i februari 2008 till Rysslands järnvägar. Med avtalet följde en 30-årig koncession, med en möjlighet för förlängning med 20 år och att kunna ingå i en 20 års lång verksamhet i järnvägstrafiken på Armeniens 825 kilometer långa järnvägsnät med 1 520 millimeters spårvidd. Det ryska företaget tog över Armeniens järnvägar i juni 2008, bestående av 2 000 godsvagnar, 58 passagerarvagnar, 85 lokomotiv och 30 elektriska tåg inklusive de 4 300 anställda i företaget.
Södra Kaukasus järnväg är ett av Armeniens största företag. Det driver också Armeniens järnvägsmuseum, som ligger i Jerevans järnvägsstation. 

## Rutter
Södra Kaukasus järnväg har trafik på följande rutter för persontrafik:
- Jerevan – Tbilisi, Georgien
- Jerevan – Gjumri
- Jervan – Jerash
- Jerevan – Araks
- Jerevan (station Almast) – Abovjan
- Jerevan – Batumi, Georgien (sommartid)